# Malta la Concursul Muzical Eurovision 2010
Malta  participă la concursul muzical Eurovision 2010. Concursul național de determinare a reprezentantului ei s-a numit The GO Malta EuroSong 2010 și finala acestuia a avut loc la 20 februarie 2010. A învins cântăreața Thea Garrett cu melodia My Dream. Pe locul doi s-a clasat Glen Vella cu melodia Just A Little More Love, iar pe trei  -  Tiziana Calleja cu melodia Words are Not Enough. 